# День туркменского ковра
«День туркменского ковра» (туркм. Türkmen haly güni) — национальный праздник, который ежегодно отмечается в Туркменистане в последнее воскресенье мая.

## История и празднование

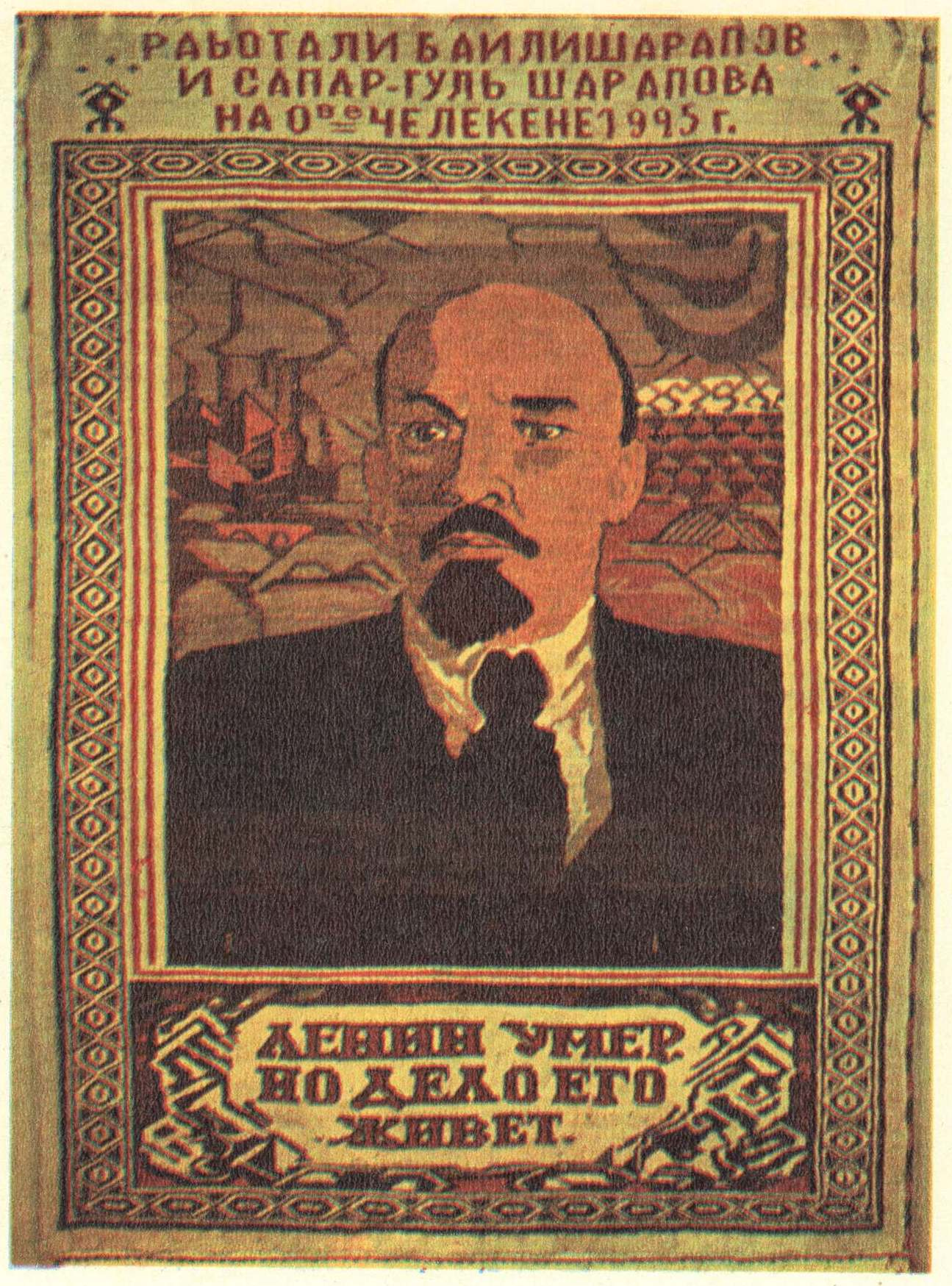
Туркменский ковёр-портрет Владимира Ильича Ленина. 1925 год.

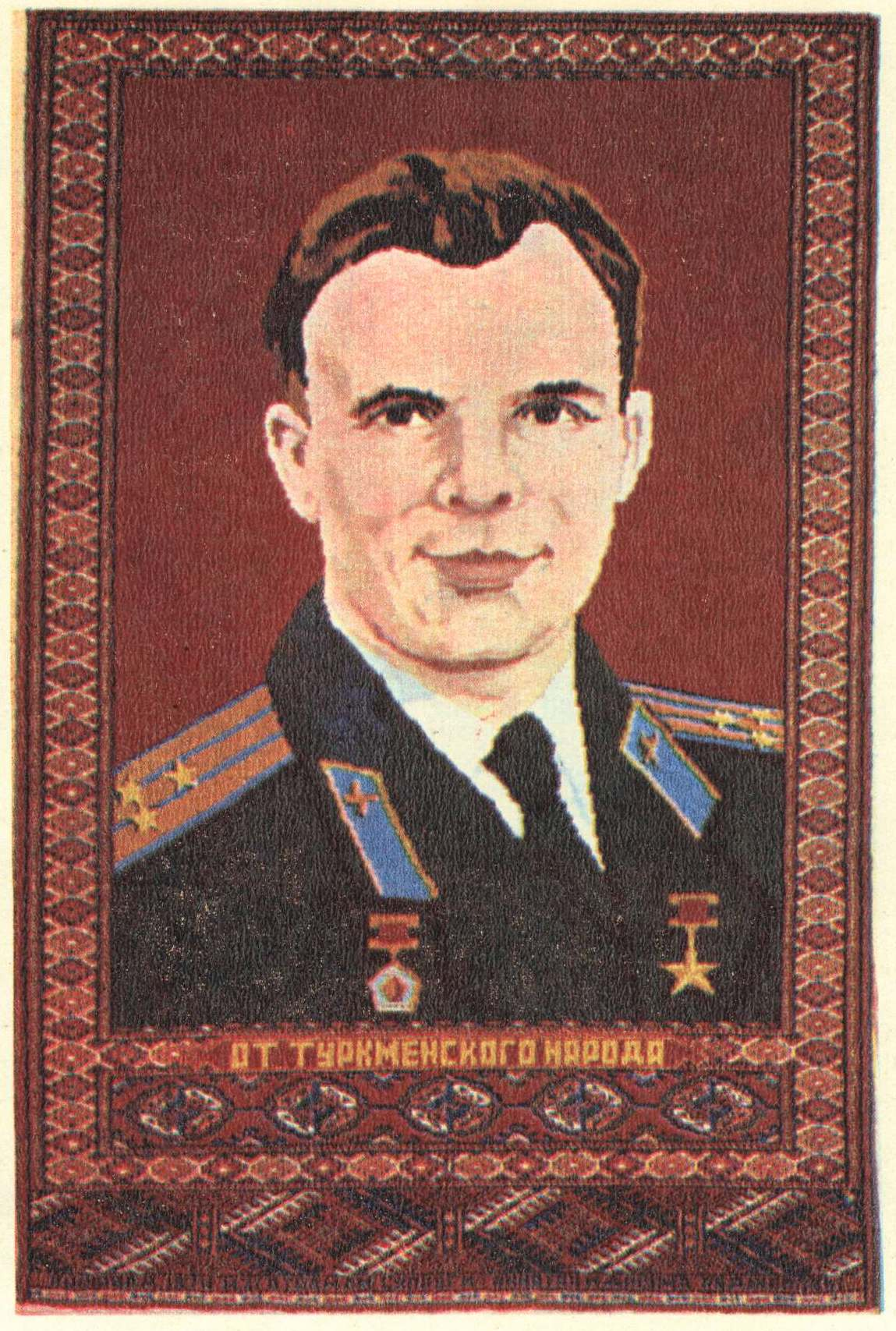
Туркменский ковёр-портрет Юрия Алексеевича Гагарина

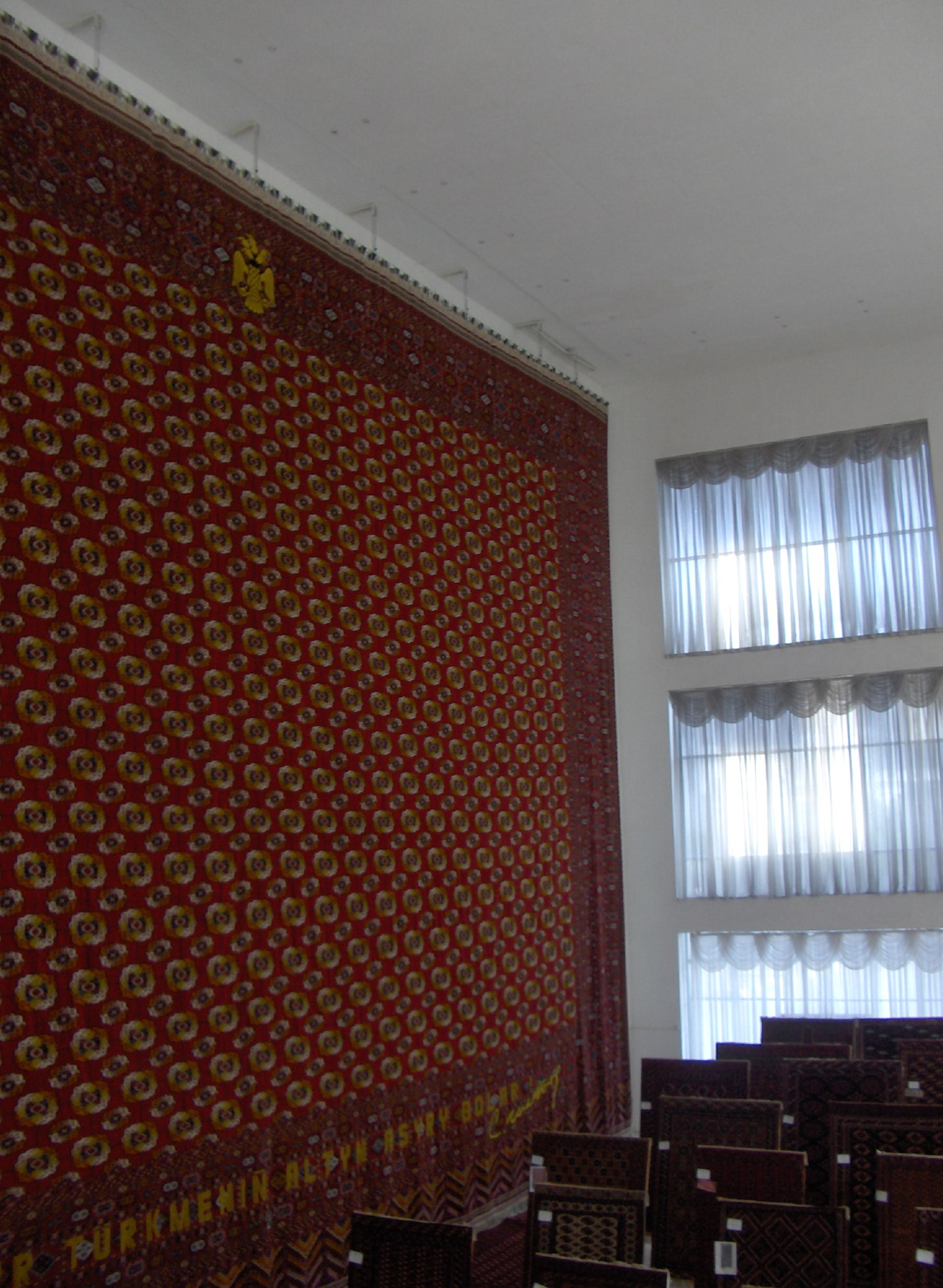
Самый большой ковёр в мире

В 1992 году «День туркменского ковра» официально получил статус государственного праздника. Человеку, далёкому от туркменской культуры, сложно понять, отчего этому, казалось бы рядовому ткацкому изделию уделяется столько внимания, однако, достаточно просто взглянуть на флаг или герб Туркменистана, как сразу бросится в глаза ковровый орнамент изображённый на этих главных государственных символах страны. Издревле, для туркмен, ковёр всегда был одной из самых главных вещей в обиходе. Помимо этого, туркменский ковёр (больше известный в мире как бухарский) являлся символом власти и достатка и, как утверждают некоторые источники, нёс сакральное значение.
Исследователи Востока писали в своих трудах следующее:
- «…совершенная разница в стиле туркменских и персидских ковровых изделий, иная установка ткацкого станка, иной приём в использовании ткаческого материала, иная тональность и более высокая техника работы говорят за то, что ковровое ремесло у туркмен так же старо, если не старше, как у персов… развивалось оно, пожалуй, совершенно самостоятельно» (С. Дуддин, 1927 год).
- «…Знаменитое туркменское ковроделие зародилось именно на территории нынешнего Туркменистана; его корни уходят в седую древность, ибо уже в середине II тыс. до н. э. существовали ножи для обрезания ворсовой нити ковра отработанной и законченной формы. Появление таких инструментов можно отнести к первой половине II или даже к концу III тыс. до н. э.» (И.Н. Хлопин).
- «Кому хоть раз пришлось видеть туркменские ковры, тот никогда не спутает их с изделиями других племён и народов по одному его орнаменту, не говоря о технике…» (искусствовед А. Фелькерзам, 1914 год)[2]

Эти цитаты наглядно показывают, как глубоко туркменская культура и история Туркменистана переплетаются с национальным ковровым промыслом.
Центром праздника уже традиционно является единственный на планете Музей туркменского ковра, который находится в столице Туркменистана городе Ашхабаде. Однако, правительство республики делает немало, чтобы празднование проходило максимально широко. Так, в 2008 году, с целью стимулировать творческий поиск, популяризировать национальное искусство ковроткачества и выявить новых талантливых мастериц и художников-дизайнеров в Туркменистане был объявлен национальный конкурс на лучший туркменский ковёр. Помимо этого, в этот день по местному телевидению, радио и прочим СМИ проходят образовательные программы, рассказывающие о культуре туркмен, а по всей стране проходят всевозможные связанные с этим праздником мероприятия.